# Reza Madadi
Reza Madadi (ur. 20 czerwca 1978 w Teheranie) – szwedzki zawodnik mieszanych sztuk walki (MMA) wagi lekkiej oraz półśredniej oraz zapaśnik pochodzenia irańskiego. W latach 2012–2017 zawodnik federacji UFC. 

## Osiągnięcia

### Mieszane sztuki walki
- 2008: Mistrz X-Fight FC w wadze półśredniej[3]
- 2011: Mistrz Superior Challenge w wadze lekkiej[4]
- 2016: Powrót roku wg. portalu MMAviking.com[5]

### Amatorskie zapasy
- 2002: Mistrz Szwecji w stylu wolnym w wadze do 69 kg
- 2003: Mistrz Szwecji w stylu wolnym w wadze do 69 kg

### Submission fighting
- 2010: Zwycięzca turnieju Eskilstuna Submission Wrestling w wadze do -75 kg (165 lbs)[6]
- 2010: Brązowy medal Mistrzostw Szwecji w wadze do 79 kg (174 lbs)

## Lista zawodowych walk w MMA
| Wynik     | Bilans | Przeciwnik (bilans przed walką) | Rozstrzygnięcie                             | Runda | Czas | Rozgrywki                                | Data       | Miejsce        | Uwagi                                                                  |
| --------- | ------ | ------------------------------- | ------------------------------------------- | ----- | ---- | ---------------------------------------- | ---------- | -------------- | ---------------------------------------------------------------------- |
| Przegrana | 14-6   | Joaquim Silva (9-0)             | Decyzja (niejednogłośna)                    | 3     | 5:00 | UFC Fight Night: Gustafsson vs. Teixeira | 28.05.2017 | Sztokholm      |                                                                        |
| Przegrana | 14-5   | Joe Duffy (15-2)                | Decyzja (jednogłośna)                       | 3     | 5:00 | UFC Fight Night: Manuwa vs. Anderson     | 18.03.2017 | Londyn         |                                                                        |
| Wygrana   | 14-4   | Yan Cabral (12-2)               | TKO (ciosy pięściami)                       | 3     | 1:56 | UFC Fight Night: Overeem vs. Arlovski    | 08.05.2016 | Rotterdam      |                                                                        |
| Przegrana | 13-4   | Norman Parke (20-4-1)           | Decyzja (jednogłośna)                       | 3     | 5:00 | UFC Fight Night: Holohan vs. Smolka      | 24.10.2015 | Dublin         |                                                                        |
| Wygrana   | 13-3   | Michael Johnson (12-7)          | Poddanie (duszenie d'Arce)                  | 3     | 1:33 | UFC on Fuel TV: Mousasi vs. Latifi       | 06.04.2013 | Sztokholm      | Bonus za poddanie wieczoru.                                            |
| Przegrana | 12-3   | Cristiano Marcello (12-4)       | Decyzja (niejednogłośna)                    | 3     | 5:00 | UFC 153                                  | 13.10.2012 | Rio de Janeiro |                                                                        |
| Wygrana   | 12-2   | Yoislandy Izquierdo (6-0)       | Poddanie (duszenie gilotynowe)              | 2     | 1:28 | UFC on Fuel TV: Gustafsson vs. Silva     | 14.04.2012 | Sztokholm      | Debiut w UFC.                                                          |
| Wygrana   | 11-2   | Rich Clementi (40-18-1)         | Decyzja (jednogłośna)                       | 3     | 5:00 | Superior Challenge 7                     | 30.04.2011 | Sztokholm      | Zdobył pas mistrzowski Superior Challenge w wadze lekkiej.             |
| Wygrana   | 10-2   | Carlo Prater (25-9-1)           | Decyzja (jednogłośna)                       | 3     | 5:00 | Superior Challenge 6                     | 29.10.2010 | Sztokholm      | Pojedynek w limicie umownym -74 kg. Prater nie zrobił limitu wagowego. |
| Wygrana   | 9-2    | Junie Browning (4-2)            | Poddanie (duszenie gilotynowe)              | 2     | 0:22 | Superior Challenge 5                     | 01.05.2010 | Sztokholm      | Debiut w kategorii lekkiej.                                            |
| Wygrana   | 8-2    | Andy Walker (2-11-1)            | TKO (ciosy pięściami)                       | 1     | 1:11 | Superior Challenge 4                     | 31.10.2009 | Sztokholm      |                                                                        |
| Wygrana   | 7-2    | Raymond Jarman (12-9-1)         | Poddanie (duszenie trójkątne rękoma)        | 1     | 1:10 | Superior Challenge 3                     | 30.05.2009 | Sztokholm      |                                                                        |
| Wygrana   | 6-2    | Oriol Gaset (7-2)               | Poddanie (duszenie gilotynowe)              | 1     | 2:38 | Furious Fighting Championship 2          | 21.02.2009 | Casablanca     |                                                                        |
| Przegrana | 5-2    | Peter Irving (8-6-1)            | Decyzja (jednogłośna)                       | 3     | 5:00 | Strike and Submit 7                      | 13.07.2008 | Gateshead      | Pojedynek o pas mistrzowski Strike and Submit w wadze półśredniej.     |
| Wygrana   | 5-1    | Aidan Marron (11-5)             | Decyzja (jednogłośna)                       | 3     | 5:00 | Superior Challenge 1                     | 04.05.2008 | Sztokholm      |                                                                        |
| Wygrana   | 4-1    | Peter Wilson (2-1)              | Poddanie (dźwignia prosta na staw łokciowy) | 1     | 0:48 | X-Fight FC 1                             | 30.03.2008 | Sunderland     | Zdobył pas mistrzowski X-Fight FC w wadze półśredniej.                 |
| Wygrana   | 3-1    | Romano De Los Reyes (7-3-1)     | Poddanie (duszenie trójkątne nogami)        | 1     | 1:04 | Slamm: Holland vs Thailand 3             | 06.05.2007 | Almere         |                                                                        |
| Wygrana   | 2-1    | Geroid McNichol (2-3)           | Poddanie (dźwignia prosta na staw łokciowy) | 3     | 1:28 | Strike and Submit 1                      | 28.01.2007 | Gateshead      |                                                                        |
| Wygrana   | 1-1    | Christian Johansson (0-0)       | TKO (ciosy pięściami)                       | 2     | 3:30 | Travelfight Arena 1                      | 16.12.2006 | Uppsala        |                                                                        |
| Przegrana | 0-1    | Ville Manninen (0-0)            | Decyzja (jednogłośna)                       | 3     | 5:00 | ZST: Prestige                            | 23.09.2006 | Turku          | Debiut w zawodowym MMA.                                                |